# Слобожанська хвиля

Слобожанська хвиля — перший навчальний посібник-хрестоматія з української літератури Північної Слобожанщини. Видання: Донецьк. Східний видавничий дім. 2005. Наклад — 2000 прим.
Підготовлено і видано згідно з Указом Президента України «Про Національну
програму „Закордонне українство“ на період до 2005 року» (24 вересня 2001 року № 892/2001) за підтримки
Донецької обласної державної адміністрації
Узгоджено з освітньою секцією Товариства «Україна-Світ»
Автори-упорядники: В. В. Оліфіренко, С. М. Оліфіренко.
До книги увійшли твори українських письменників-слобожан із
Білгородської, Курської і Воронезької областей Російської Федерації. Крім того, — твори
митців слова, які життєвими обставинами були пов'язані з Північною
Слобожанщиною. Падаються нариси про письменників Й.Горленка, Г.Сковороду, Л.Боровиковського, М.Костомарова, І.Череватенка, П.Барвінського, О.Коваленка, К.Буревія, Є.Плужника, В.Череватенка, фольклориста-етнографа М.Дикарєва, а
також про О.Довженка, А.Малишка та ін.
У навчальному посібнику представлено життєвий і творчий шлях відомого японського
письменника, українця за походженням, вихідця зі Слобожанщини В.Єрошенка;
твори російських письменників О.Кольцова, І.Буніна, В.Будакова, у художньому
слові яких яскраво виражена українська тематика.
Посібник підготовлено для уроків літератури рідного краю, для позакласного і
самостійного читання учнів старших класів, а також для курсів українознавства, спеціалізованих класів з викладанням ряду предметів українською мовою, гуртків з
вивчення української мови і літератури. В першу чергу — спрямовано на загальноосвітні школи Курської, Бєлгородської і Воронезької областей.
Для створення цього видання автори-укладачі та Український культурологічний центр (Донецьк) організували творчу експедицію у Курську, Бєлгородську і Воронезьку область у 2004 р.
Розповсюдження і презентації видання відбулися у 2005—2007 рр. у цих же областях.